# Szariacka Armia Kabardii
Szariacka Armia Kabardii (ros. Шариатская Армия Кабарды) – powstańcza formacja zbrojna na północnym Kaukazie podczas wojny domowej w Rosji
Twórcą utworzenia Szariackiej Armii Kabardii był Nazir A. Katchanow, wychowanek wszechkabardyjskiego seminarium nauczycielskiego w Nalczyku. Był on zwolennikiem narodowego samookreślenia się Kabardyńców oraz reform politycznych i społeczno-demokratycznych poprzez wprowadzenie szariatu. Nie traktował go jednak w sposób dogmatyczny. Głównym podmiotem planowanych reform miało być kabardyńskie chłopstwo. Nazir A. Katchanow skupił wokół siebie przedstawicieli młodej kaukaskiej inteligencji islamskiej. Prawdopodobnie już wiosną 1918 r. przy granicy kabardyjsko-osetyńskiej we wsi Kagolkino sformował sotnię kawalerii. Początkowo ochraniała ona kilka aułów w rejonie Nalczyku, propagując jednocześnie idee dowódcy N. A. Katchanowa i werbując nowych ochotników. Wkrótce rozrosła się ona do wielkości pułku. W sierpniu we wsi Doszkokowo doszło do spotkania z grupą osetyńskich bolszewików-kermenistów, w wyniku którego zostało podpisane porozumienie w sprawie sformowania wspólnego oddziału wojskowego do walki ze zwolennikami białych gen. Antona I. Denikina, a szczególnie księciem Zaurbekiem Dautukowem-Sieriebriakowem. Następnie N. A. Katchanow zawarł sojusz z bolszewikami z Władykaukazu (stolicy Tereckiej Republiki Radzieckiej).
Kolejnym krokiem było zajęcie Nalczyku 22 września, w którym rozgoniono białogwardyjskie Okręgową Radę Ludową i Kabardyjską Radę Narodową. Część oddziałów N. A. Katchanowa pozostała w mieście, zaś pozostała skierowała się pod Piatigorsk w celu zdobycia broni i wyposażenia wojskowego. Po drodze w rejonie wsi Karmowo wzięto do niewoli niewielki oddział zwiadowczy Andrieja G. Szkury. 26 września został zajęty Piatigorsk, w którym N. A. Katchanow wygłosił mowę o powołaniu władzy sowieckiej w Kabardii i Bałkarii. Pułk Szariacki został połączony z oddziałami bolszewickimi, tworząc 3,5-4 tysięczną 1 Uderzeniową Szariacką Kolumnę Sowiecką. W jej skład wchodziły:
- Wasiliewski Pułk Kawalerii (ok. 1,2 tys. ludzi),
- 1 Pułk Strzelecki (ok. 800),
- 1 Szariacki Pułk Kawalerii (ok. 1 tys.),
- Pułk Kawalerii (ok. 800).

Nazir A. Katchanow otrzymał dowództwo nad wszystkimi oddziałami Okręgu Nalczyckiego i Władykaukaskiego. Połączone siły uczestniczyły w walkach z białymi wojskami A. G. Szkury i księcia Z. Dautukowa-Sieriebriakowa w rejonie Mineralnych Wód, Kisłowodzka, Gieorgijewska. Tymczasem 7 października Nalczyk został zajęty przez Oddział Wolności księcia Z. Dautukowa-Sieriebriakowa. Przywrócił on władzę Okręgowej Rady Ludowej i Kabardyjskiej Rady Narodowej. Jednakże już 16 listopada miasto zostało odzyskane przez I Szariacką Kolumnę Sowiecką. 23 listopada zajęła ona Mozdok. Siły księcia Z. Dautukowa-Sieriebriakowa zostały zmuszone do odwrotu poza granice Kabardii w rejon Kisłowodska, a stamtąd na Kubań, gdzie dołączyły do Armii Ochotniczej gen. A. I. Denikina. W styczniu 1919 r. Okręg Nalczycki został zajęty przez wojska gen. A. I. Denikina. Wraz z nimi do Kabardii powróciły oddziały księcia Z. Dautukowa-Sieriebriakowa, zgrupowane w samodzielną brygadę kawalerii. W tym czasie N. A. Katchanow dysponował jedynie kabardyńskimi i osetyńskimi oddziałami, gdyż siły bolszewickie na Północnym Kaukazie zostały rozbite, a ich pozostałości wycofały się do Astrachania. Dołączył on swoje oddziały do wojsk czeczeńskiego szejka Uzun-Chadżiego, który obwołał się przywódcą Emiratu Północnokaukaskiego i wystąpił zbrojnie przeciwko białym. Nazir A. Katchanow utworzył ze swoich oddziałów pułk, wchodzący w skład 1 Armii emiratu, na czele której stanął. Pod koniec zimy 1920 r. przedostał się do północnej Osetii, gdzie zamierzał zjednoczyć wszystkie lokalne oddziały przeciwko białym. Zgłosiła się pod jego dowództwo duża ilość ochotników. Na ich czele 10 marca zdobył Nalczyk, biorąc do niewoli m.in. 4 białych generałów i 60 oficerów. 20 marca skierował do ludności odezwę o przywróceniu władzy sowieckiej. Następnie wszedł w skład Kabardyńskiego Centralnego Komitetu Wykonawczego. Jego oddziały zostały rozpuszczone.